# Tateyama, Chiba

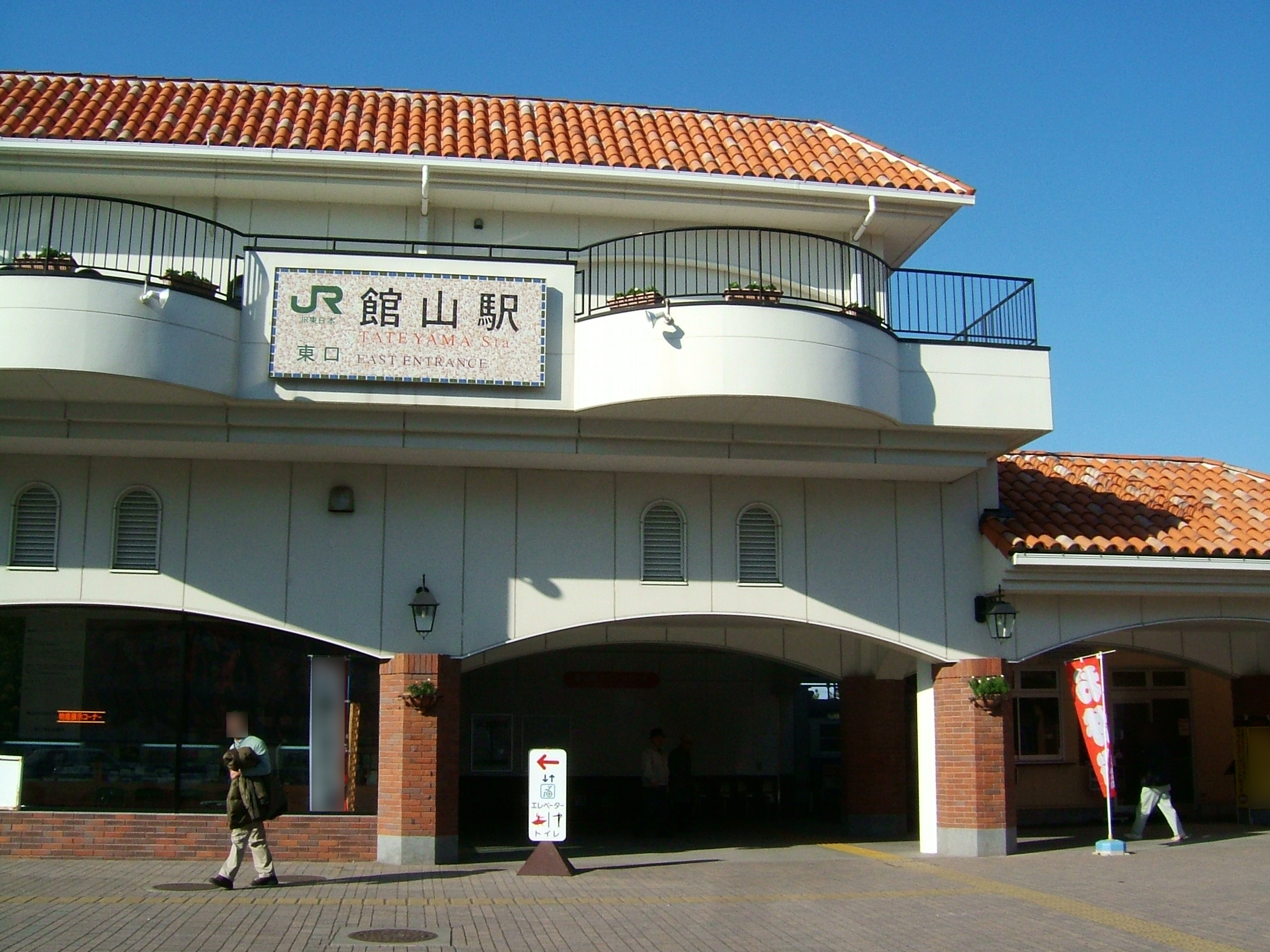
Gara

Tateyama (館山市 Tateyama-shi?), este un municipiu din Japonia, prefectura Chiba.